# Sidemia oberthuri
Sidemia oberthuri là một loài bướm đêm trong họ Noctuidae.